# Pousse (course automobile)
Pour les articles homonymes, voir Pousse.
Pousse est le nom donné à une course automobile illégale à La Réunion.
Les pousses sont des courses sauvages entre amateurs de sports mécaniques, pratiquées sur route ouverte, en dehors de toute réglementation avec des voitures modifiées pour la plupart. Ce phénomène comprend les courses spontanées entre deux automobilistes se défiant à un feu rouge et les rassemblements entre amateurs de cette discipline.
Les pousses organisées attirent le public. En effet, plusieurs centaines de personnes sont régulièrement sur les lieux lors des fréquents accidents. Les lieux de pratiques existent tout autour de l'île. Les pousses organisées ont habituellement lieu en début de week-end sur des voies rapides, on dans certaines zones industrielle de l'Ouest de lîle. Les spectateurs se placent en général en haut des ponts depuis lesquels ils peuvent voir l'ensemble de la route.
L'engouement pour la course automobile a conduit à la création du circuit Félix Guichard à Sainte-Anne. Ce circuit de 300 m est cependant plus court que la longueur nécessaire aux pousses et ne permet pas d'endiguer complètement le phénomène.
L'origine de la pousse à La Réunion remonte au début des années 1980, au boulevard Lancastel, le premier qui passait le pont avait gagné vous diront les anciens qui venaient assister au spectacle sur le front de mer Dyonisien le vendredi soir.
Au début de l'année 2000, ce phénomène se déplace un peu plus loin, rue Léopold Rambaut, durant ces vingt dernières années cet endroit a connu de nombreux accidents mortels dus à ces courses illégales, 3 radar entre le boulevard lancastel et l'ancien zoo du Chaudron furent installés récemment ce qui ne fera que déplacer le problème. 

## Vocabulaire
On dit d'un concurrent qui s'est fait battre à plate couture qu'il a « pris une corde », ou « gagne un bois ».
On appelle une grande distance entre les concurrents « un vilain lastik », « un car jaune » ou « un fer chaud » . Dans le cas de distance plus courte, on parlera de victoire par « un capot ».